# Castrol Judenburg-Pölstal Rallye
Die Castrol Judenburg-Pölstal Rallye war ein Wertungslauf zur Österreichischen Rallye-Staatsmeisterschaft, der von 1996 bis 2011 ausgetragen wurde. Bestandteile der Strecke waren unter anderem ein Stadtkurs in Judenburg, eine Fahrt zwischen Gaal und Seckau sowie ein Abstecher in das Pölstal. Der erfolgreichste Pilot der Rallye war Raimund Baumschlager mit fünf Siegen.
2011 stieg der Hauptsponsor Castrol aus und das Rennen wurde für 13 Jahre aus dem Programm genommen. Im Juni 2024 wurde in der Gegend ein neuer Rallye-Staatsmeisterschaftslauf unter dem Namen ET König Murtal Rallye aufgelegt.

## Ergebnisse
| Jahr | Gesamtsieger           | Marke und Modell            |
| ---- | ---------------------- | --------------------------- |
| 1996 | Willi Stengg jr.       | Ford Escort RS Cosworth     |
| 1997 | Kris Rosenberger       | Toyota Celica GT4           |
| 1998 | Willi Stengg jr.       | Ford Escort RS Cosworth     |
| 1999 | Achim Mörtl            | Subaru Impreza WRC          |
| 2000 | Raphael Sperrer        | Seat Cordoba WRC            |
| 2001 | Raphael Sperrer        | Peugeot 206 WRC             |
| 2002 | Manfred Stohl          | Ford Focus WRC              |
| 2003 | Raimund Baumschlager   | Mitsubishi Lancer           |
| 2004 | Beppo Harrach          | Mitsubishi Lancer           |
| 2005 | Achim Mörtl            | Mitsubishi Lancer           |
| 2006 | Raimund Baumschlager   | Mitsubishi Lancer           |
| 2007 | Raimund Baumschlager   | Mitsubishi Lancer           |
| 2008 | Raimund Baumschlager   | Mitsubishi Lancer           |
| 2009 | Hermann Gassner junior | Mitsubishi Lancer           |
| 2010 | Raimund Baumschlager   | Škoda Fabia Super 2000      |
| 2011 | Beppo Harrach          | Mitsubishi Lancer Evo IX R4 |